# Pandanan (Wonosari)
Pandanan is een bestuurslaag in het regentschap Klaten van de provincie Midden-Java, Indonesië. Pandanan telt 2926 inwoners (volkstelling 2010).